# Валентајн (Небраска)
Валентајн (енгл. Valentine) град је у америчкој савезној држави Небраска.

## Демографија
По попису из 2010. године број становника је 2.737, што је 83 (-2,9%) становника мање него 2000. године.
| Група             | 2000.         | 2010.         |
| Белци             | 2.592 (91,9%) | 2.349 (85,8%) |
| Афроамериканци    | 1 (0,0%)      | 4 (0,1%)      |
| Азијати           | 16 (0,6%)     | 13 (0,5%)     |
| Хиспаноамериканци | 25 (0,9%)     | 45 (1,6%)     |
| Укупно            | 2.820         | 2.737         |